# وادي الجرف (فلسطين)
وادي الجُرُف هو وادٍ موسمي يقع في منطقة حيفا، يبدأ إلى الشمال من قرية عارة قرب قرية معاوية، حيث يُعرف في بدايته باسم وادي الجرف. ثم يُطلق عليه لاحقًا اسم القصوبية والعبهرية قرب مستوطنة رحڤيم ثم البصة والمراح قرب جڤعات عادا، وأخيرًا يرفد وادي التماسيح (الزرقا) بالقرب من مستعمرة معچان ميخائيل. يبلغ طول الوادي حوالي 29 كيلومترًا.

## الجغرافيا والمصادر المائية
يقع الوادي تقريبًا في مرتفعات الروحة الجنوبية، ويمتد نحو الشمال الشرقي من كفر قرع تتبع عين وردة في مجراه حيث يلتقي مع وادي الصفصافة (נחל משמרות) الذي يستمر باتجاه أور عكيفا. يقدَّر حجم الرواسب التي تتجمع في حوضه بنحو 103.1 مليون متر مكعب سنويًا.

## الأهمية البيئية
يُعد وادي الجرف جزءًا من شبكة تصريف المياه في المنطقة، وهو أحد المصادر المهمة في مشروع أنهار الشجير (נחלי מנשה)، حيث يعمل على تصريف المياه من المنحدرات الشمالية الغربية لسلسلة جبال نابلس. كما يضم الوادي عددًا من المسارات المخصصة لرياضة المشي، مما يجعله وجهةً طبيعيةً جذابة لمحبي التنزه والاستكشاف.